# Sistema di numerazione thailandese
Il sistema di numerazione thailandese è costituito da un insieme di numeri tradizionalmente usati, appunto, in Thailandia, sebbene i numeri arabi siano più comuni a causa della pervasiva occidentalizzazione della Thailandia nella moderna era Rattanakosin. I numeri thailandesi seguono il sistema indù-arabo comunemente usato nel resto del mondo. Nella lingua thailandese, i numeri spesso seguono il nome modificato e precedono un'unità di misura, sebbene si verifichino variazioni a questo modello.

## Uso
La lingua thailandese difetta del numero grammaticale. Un conteggio viene solitamente espresso sotto forma di un nome non declinato seguito da un numero e un classificatore. "Cinque insegnanti" è espresso come "insegnante cinque persone" khru ha khon. Khon "persona" è un tipo di nome referente che viene anche usato come parte del discorso thailandese chiamato in inglese classificatore linguistico, o measure word. In thailandese, contare è kannap (การนับ; nap è "contare", kan è un prefisso che forma un sostantivo da un verbo); il classificatore, laksananam (ลักษณนาม dalla caratteristica laksana, forma, attributo, qualità, modello, stile; e il nome nam, la designazione, denominazione) Si verificano variazioni a questo modello e in realtà non esiste una gerarchia tra i classificatori thailandesi.

## Numeri principali

### Da zero a dieci
Il thailandese sūn è scritto come l'ovale 0 quando si usano numeri arabi, ma come un piccolo cerchio ๐ quando si usano i numeri tradizionali e significa anche centro in altri contesti. Viene dal sanscrito śūnya, così come i nomi alternativi (guidati dal contesto) per i numeri da uno a quattro indicati di seguito; ma non il conteggio 1.
I nomi thailandesi per N+1 e le cifre regolari da 2 a 9, come mostrato nella tabella, di seguito, assomigliano a quelli nelle varietà cinesi (ad esempio, cantonese e Min Nan) parlate nella Cina meridionale, la patria dei cinesi d'oltremare che vivono nel sud-est asiatico. In effetti, l'etimologia dei numeri thailandesi 2, 3, 4, 6, 7, 8, 9 e 10 è il cinese medio, mentre l'etimologia del numero thailandese 5 è il cinese antico, come illustrato nella tabella seguente:
| Numero | thailandese | thailandese | thailandese | thailandese | thailandese | thailandese                                                                            |
| Numero | numerale    | scritto     | RTGS        | IPA         | Arcaico     | Etimologia                                                                             |
| ------ | ----------- | ----------- | ----------- | ----------- | ----------- | -------------------------------------------------------------------------------------- |
| 0      | ๐           | ศูนย์         | sun         | /sǔːn/      |             | Sanscrito śūnya                                                                        |
| 1      | ๑           | หนึ่ง         | nueng       | /nɯ̀ŋ/       | อ้าย (ai)    | Proto-Tai /nʉŋ/                                                                        |
| 2      | ๒           | สอง         | song        | /sɔ̌ːŋ/      | ยี่ (yi)      | Medio cinese /saŋ/ (confronta Min Nan 雙 sang 1) e /nyijH/ (confronta Min Nan 二 ji 7) |
| 3      | ๓           | สาม         | sam         | /sǎːm/      | สาม (sam)   | Middle Chinese /sam/ (confronta Hakka / Cantonese 三 sam 1)                            |
| 4      | ๔           | สี่           | si          | /sìː/       | ไส (sai)    | Middle Chinese sijH (confronta Min Nan 四 si 3)                                        |
| 5      | ๕           | ห้า          | ha          | /hâː/       | งั่ว (ngua)   | Cinese antico /*ŋaʔ/ (confronta Min Nan 五 ngo .)                                      |
| 6      | ๖           | หก          | hok         | /hòk/       | ลก (lok)    | Cinese centrale /ljuwk/ (confronta Hakka + cantonese 六 liok 8)                        |
| 7      | ๗           | เจ็ด         | chet        | /t͡ɕèt/      | เจ็ด (chet)  | Middle Chinese /tshit/ (confronta Min Nan 七 chit 4)                                   |
| 8      | ๘           | แปด         | paet        | /pɛ̀ːt/      | แปด (paet)  | Middle Chinese /peat/ (confronta Cantonese 八 pat 4)                                   |
| 9      | ๙           | เก้า         | kao         | /kâːw/      | เจา (chao)  | Medio cinese /kjuwX/ (confronta Min Nan 九 kau 2)                                      |
| 10     | ๑๐          | สิบ          | sip         | /sìp/       | จ๋ง (chong)  | dzyip cinese dzyip (confronta Min Nan (confronta Hakka 十 sip 8)                       |

I caratteri numerici delle cifre, tuttavia, sono quasi identici ai numeri Khmer. Le parole thailandesi e laotiane per i numeri sono quasi identiche, tuttavia le cifre numeriche variano leggermente nella forma. La figura sopra mostra un confronto fra tre lingue usando caratteri e pronunce cantonesi e di Minnan. Di seguito è mostrato un confronto fra tre lingue usando numeri Khmer, thailandesi e Lao. La traslitterazione thailandese utilizza il Royal Thai General System of Transcription (RTGS). 
| Numero | thailandese | thailandese | thailandese | thailandese | thailandese       | Khmer    | Khmer   | Khmer       | Lao      | Lao     | Lao    |
| Numero | numerale    | Scritto     | RTGS        | IPA         | Arcaico           | numerale | Scritto | IPA         | numerale | Scritto | IPA    |
| ------ | ----------- | ----------- | ----------- | ----------- | ----------------- | -------- | ------- | ----------- | -------- | ------- | ------ |
| 0      | ๐           | ศูนย์         | sun         | /sǔːn/      | (Sanscrito śūnya) | 0        | សូន្យ     | /soun/      | 0        | ສູນ      | /sǔːn/ |
| 1      | ๑           | หนึ่ง         | nueng       | /nɯ̀ŋ/       | อ้าย (ai)          | 1        | មួយ      | /muəj/      | 1        | ນຶ່ງ      | /nɯ̌ŋ/  |
| 2      | ๒           | สอง         | song        | /sɔ̌ːŋ/      | ยี่ (yi)            | 2        | ពីរ      | /piː/       | 2        | ສອງ     | /sǒːŋ/ |
| 3      | ๓           | สาม         | sam         | /sǎːm/      | สาม (sam)         | 3        | បី       | /ɓəj/       | 3        | ສາມ     | /sǎːm/ |
| 4      | ๔           | สี่           | si          | /sìː/       | ไส (sai)          | 4        | បួន      | /ɓuən/      | 4        | ສີ່       | /sìː/  |
| 5      | ๕           | ห้า          | ha          | /hâː/       | งั่ว (ngua)         | 5        | ប្រាំ      | /pram/      | 5        | ຫ້າ      | /hâː/  |
| 6      | ๖           | หก          | hok         | hòk         | ลก (lok)          | 6        | ប្រាំមួយ    | /pram muəj/ | 6        | ຫົກ      | /hók/  |
| 7      | ๗           | เจ็ด         | chet        | /t͡ɕèt/      | เจ็ด (chet)        | 7        | ប្រាំពីរ    | /pram piː/  | 7        | ເຈັດ     | /t͡ɕét/ |
| 8      | ๗           | แปด         | paet        | /pɛ̀ːt/      | แปด (paet)        | 8        | ប្រាំបី     | /pram ɓəj/  | 8        | ແປດ     | /pɛ́t/  |
| 9      | ๙           | เก้า         | kao         | /kâːw/      | เจา (chao)        | 9        | ប្រាំបួន    | /pram ɓuən/ | 9        | ເກົ້າ     | /kâw/  |
| 10     | ๑๐          | สิบ          | sip         | /sìp/       | จ๋ง (chong)        | 10       | ដប់      | /ɗɑp/       | 10       | ສິບ      | /síp/  |

### Da dieci a un milione
Il sanscrito lakh indica il valore posizionale di una cifra (tamnaeng khong tua lek, ตํา แห น่ ง ของ ตัวเลข), che sono chiamate per potenze di dieci: la posizione delle unità è lak nuai (หลัก หน่วย); la posizione delle decine è lak sip (หลัก สิบ); la posizione delle centinaia lak roi (หลัก ร้อย), e così via. Il numero uno che segue un qualsiasi multiplo di sip diventa et (cantonese: 一, yat 1 ; Minnan: 一, it 4). Il numero dieci (sip) è lo stesso di Minnan 十 (sip8, lit.). I numeri da venti a ventinove iniziano con yi sip (cantonese: 二十, yi 6 sap 6 ; Minnan: 二十, lit. Ji 7 sip 8). I nomi del lak sip da 30 a 90 e per il lak di 100, 1000, 10.000, 100.000 e un milione, sono quasi identici a quelli dei numeri Khmer corrispondenti. 
| Numero    | thailandese | thailandese | RTGS         | IPA             | Note                          |
| --------- | ----------- | ----------- | ------------ | --------------- | ----------------------------- |
| 10        | ๑๐          | สิบ          | sip          | /sìp/           |                               |
| 11        | ๑๑          | สิบ เอ็ด      | sip et       | /sìp ʔèt/       |                               |
| 12        | ๑๒          | สิบ สอง      | sip song     | /sìp sɔ̌ːŋ/      |                               |
| 20        | ๒๐          | ยี่สิบ         | yi sip       | /jîː sìp/       |                               |
| 21        | ๒๑          | ยี่สิบ เอ็ด     | yi sip et    | /jîː sìp ʔèt/   |                               |
| 22        | ๒๒          | ยี่สิบ สอง     | yi sip song  | /jîː sìp sɔ̌ːŋ/  |                               |
| 30        | ๓๐          | สามสิบ       | sam sip      | /sǎːm sìp/      |                               |
| 31        | ๓๑          | สามสิบ เอ็ด   | sam sip et   | /sǎːm sìp ʔèt/  |                               |
| 32        | ๓๒          | สามสิบ สอง   | sam sip song | /sǎːm sìp sɔ̌ːŋ/ |                               |
| 100       | ๑๐๐         | ร้อย         | roi          | /rɔ́ːj/          |                               |
| 1 000     | ๑๐๐๐        | พัน          | phan         | /pʰān/          |                               |
| 10 000    | ๑๐๐๐๐       | หมื่น         | muen         | /mɯ̀ːn/          | Dal cinese medio / mʉɐnH / 萬 |
| 100000    | ๑๐๐๐๐๐      | แสน         | saen         | /sɛ̌ːn/          |                               |
| 1 000 000 | ๑๐๐๐๐๐๐     | ล้าน         | lan          | /láːn/          |                               |

Per i numeri da ventuno a ventinove, la parte che indica venti: yi sip (ยี่สิบ), può essere accorciata colloquialmente in yip (ยี บ, ยิบ).
Le centinaia si formano combinando il roi con i valori di decine e unità. Ad esempio, 232 è song roi sam sip song. Le parole roi, phan, muen e saen dovrebbero apparire con un numerale precedente (nueng è facoltativo), quindi duecentodieci, ad esempio, è song roi sip, e cento è o roi o nueng roi . Nueng non precede mai sip, quindi song roi nueng sip non è corretto. Talvolta i madrelingua usano roi nueng (o phan nueng, ecc.) con toni diversi su nueng per distinguere tra cento e centouno. Tuttavia, tale distinzione spesso non viene fatta e può discenderne un'ambiguità. Per risolvere questo problema, se si intende il numero 101 (o 1001, 10001, ecc.), si dovrebbe dire roi et (o phan et, muen et, ecc.).

### Numeri superiori a un milione
I numeri sopra un milione sono costruiti prefissando lan con un moltiplicatore. Ad esempio, dieci milioni sono sip lan e un trilione è lan lan.

### Numeri decimali e frazionari
Colloquialmente, i numeri decimali si formano dicendo chut (จุด, punto) dove si trova il separatore decimale. Ad esempio, 1,01 è nueng chut sun nueng (หนึ่ง จุด ศูนย์ หนึ่ง).
I numeri frazionari si formano posizionando nai (ใน, in, di) tra il numeratore e il denominatore o usando [set] x suan y ([เศษ] x ส่วน y, x parti dell'intero y) per indicarlo chiaramente. Ad esempio, 1/3 è nueng nai sam (หนึ่ง ใน สาม) o [set] nueng suan sam ([เศษ] หนึ่ง ส่วน สาม). La parola set (เศษ) può essere omessa.
La parola khrueng (ครึ่ง) è usata per "metà". Precede la parola di misura se utilizzata da sola, ma segue la parola di misura se utilizzata con un altro numero. Ad esempio, kradat khrueng phaen (กระดาษ ครึ่ง แผ่น) significa "mezzo foglio di carta", ma kradat nueng phaen khrueng (กระดาษ หนึ่ง แผ่น ครึ่ง) significa "un foglio e mezzo di carta".

### Numeri negativi
I numeri negativi si formano posizionando lop (ลบ, meno) davanti al numero. Ad esempio, −11 è lop sip et (ลบ สิบ เอ็ด).

### Numeri ordinali
I numeri ordinali si formano posizionando thi (ที่, posto) davanti al numero. Non sono considerati una classe speciale di numeri, poiché il numero segue ancora un nome modificato, che è thi in questo caso. 
| thailandese | RTGS      | IPA         | significato                              |
| ----------- | --------- | ----------- | ---------------------------------------- |
| ที่ หนึ่ง       | thi nueng | /tʰîː nɯ̀ŋ/  | primo                                    |
| ที่ สอง       | thi song  | /tʰîː sɔ̌ːŋ/ | secondo                                  |
| ที่ สาม       | thi sam   | /tʰîː sǎːm/ | terzo                                    |
| ที่ สี่         | thi si    | /tʰîː sìː/  | quarto                                   |
| ที่ #         | thi #     | /tʰîː/      | #st, #nd, #rd, #th (cfr. lingua inglese) |

## Numeri alternativi

### Ai
Ai è usato per "primogenito (figlio)" o per il primo mese, duean ai (เดือน อ้าย), del calendario lunare thailandese.

### Ek
Ek vien dal Pali ḗka, "uno". Ek è usato per uno (quantità); primo (rango), più utilizzato di tho โท second, in contrassegni di tono, gradi di istruzione e gradi militari, e per l'attore protagonista in un ruolo. Nell'antichità, una settima figlia era chiamata luk ek (ลูก เอก), sebbene un settimo figlio fosse luk chet (ลูก เจ็ด).

### Et
Et, che significa "uno", viene utilizzato come ultimo membro in un numero composto.

### Tho
Tho viene dal pali dūā, "due". Tho viene utilizzato per due e per il grado di secondo livello in marchi di livello, gradi di istruzione e gradi militari.

### Yi
Yi è ancora usato in diversi casi della lingua thailandese per indicare il numero due, al posto di song (สอง): per costruire venti (due decine) e le sue combinazioni da ventuno a ventinove; nominare il secondo mese, duean yi (เดือน ยี่), del tradizionale calendario lunare thailandese; e nel dialetto thailandese settentrionale thin pha yip (ถิ่น - พายัพ), che si riferisce all'Anno della Tigre.

### Tri & Trai
Tri (ตรี) e trai (ไตร) provengono dal sanscrito trāyaḥ, "tre". Queste alternative sono usate per tre; terzo grado in marchi, gradi di istruzione e gradi militari; e come prefisso che significa triplice.

### Chattawa
Chattawa (จัตวา) è il numero quattro in lingua pali; usato per il quarto segno di tono e come prefisso che significa quarto in ordine o quadruplo in numero.

### Lo
Lo significa una dozzina o dodici. Di solito è usato nel commercio. Può anche significare barattolo o bottiglia.

### Yip
Yip in thailandese colloquiale è un'elisione o una contrazione di yi sip (ยี่สิบ) all'inizio dei numeri da ventuno a ventinove. Pertanto, si potrebbe sentir dire yip et (ยี บ เอ็ด, ยิบ เอ็ด), yip song (ยี บ สอง, ยิบ สอง), fino a yip kao (ยี บ เก้า, ยิบ เก้า). Yip può avere una vocale lunga (ยี บ) o essere ulteriormente eliso in una vocale corta (ยิบ).

### Sao
Sao è venti nel dialetto settentrionale thailandese e in lingua Isan. Xao (ຊາວ) è la parola per venti in lingua laotiana.

### Kurut
Kurut significa una dozzina o dodici. Di solito è usato per il commercio. È un prestito da grossa.

### kot
Kot è "dieci milioni" usato nel contesto religioso. Viene dal pali/sanscrito kōṭi. Vedi anche crore.

## Toni, gradi di istruzione e gradi militari
L'insieme dei numerali alternativi usati per denominare i segni tonali (ไม้, mai), i gradi di istruzione (ปริญญา, parinya) e le gerarchie militari derivano dai nomi dei numeri sanscriti. 
| Numero      | Numero   | Numero  | Marchio tonale | Marchio tonale | Marchio tonale | Marchio tonale | Titolo di studio | Titolo di studio | Titolo di studio               | Gradi militari nell'esercito thailandese reale | Gradi militari nell'esercito thailandese reale | Gradi militari nell'esercito thailandese reale | Gradi militari nell'esercito thailandese reale |
| thailandese | RTGS     | Valore  | marchio        | thailandese    | RTGS           | Tono           | thailandese      | RTGS             | Grado                          | thailandese                                    | RTGS                                           | Significato                                    |                                                |
| ----------- | -------- | ------- | -------------- | -------------- | -------------- | -------------- | ---------------- | ---------------- | ------------------------------ | ---------------------------------------------- | ---------------------------------------------- | ---------------------------------------------- | ---------------------------------------------- |
| เอก         | ek       | primo   | - ่             | ไม้เอก          | mai ek         | primo tono     | ปริญญา เอก        | parinya ek       | Dottorato                      | พล เอก                                         | phon ek                                        | Generale                                       |                                                |
| เอก         | ek       | primo   | - ่             | ไม้เอก          | mai ek         | primo tono     | ปริญญา เอก        | parinya ek       | Dottorato                      | พัน เอก                                         | phan ek                                        | Colonnello                                     |                                                |
| เอก         | ek       | primo   | - ่             | ไม้เอก          | mai ek         | primo tono     | ปริญญา เอก        | parinya ek       | Dottorato                      | ร้อย เอก                                        | roi ek                                         | Capitano                                       |                                                |
| เอก         | ek       | primo   | - ่             | ไม้เอก          | mai ek         | primo tono     | ปริญญา เอก        | parinya ek       | Dottorato                      | จ่า สิบ เอก                                      | cha sip ek                                     | Maestro Sgt. 1 ° Classe                        |                                                |
| เอก         | ek       | primo   | - ่             | ไม้เอก          | mai ek         | primo tono     | ปริญญา เอก        | parinya ek       | Dottorato                      | สิบ เอก                                         | sorseggiare ek                                 | Sergente                                       |                                                |
| โท          | tho      | secondo | - ้             | ไม้โท           | mai tho        | secondo tono   | ปริญญา โท         | parinya tho      | "Master" (laurea 2º livello)   | พล โท                                          | phon tho                                       | Tenente generale                               |                                                |
| โท          | tho      | secondo | - ้             | ไม้โท           | mai tho        | secondo tono   | ปริญญา โท         | parinya tho      | "Master" (laurea 2º livello)   | พัน โท                                          | phan tho                                       | tenente colonnello                             |                                                |
| โท          | tho      | secondo | - ้             | ไม้โท           | mai tho        | secondo tono   | ปริญญา โท         | parinya tho      | "Master" (laurea 2º livello)   | ร้อย โท                                         | roi tho                                        | Tenente                                        |                                                |
| โท          | tho      | secondo | - ้             | ไม้โท           | mai tho        | secondo tono   | ปริญญา โท         | parinya tho      | "Master" (laurea 2º livello)   | จ่า สิบ โท                                       | cha sip tho                                    | Maestro Sgt. 2ª classe                         |                                                |
| โท          | tho      | secondo | - ้             | ไม้โท           | mai tho        | secondo tono   | ปริญญา โท         | parinya tho      | "Master" (laurea 2º livello)   | สิบ โท                                          | sorseggiare                                    | Caporale                                       |                                                |
| ตรี          | tri      | terzo   | - ๊             | ไม้ตรี           | mai tri        | terzo tono     | ปริญญา ตรี         | parinya tri      | "Bachelor" (laurea 1º livello) | พล ตรี                                          | phon tri                                       | Maggiore generale                              |                                                |
| ตรี          | tri      | terzo   | - ๊             | ไม้ตรี           | mai tri        | terzo tono     | ปริญญา ตรี         | parinya tri      | "Bachelor" (laurea 1º livello) | พัน ตรี                                          | phan tri                                       | Maggiore                                       |                                                |
| ตรี          | tri      | terzo   | - ๊             | ไม้ตรี           | mai tri        | terzo tono     | ปริญญา ตรี         | parinya tri      | "Bachelor" (laurea 1º livello) | ร้อย ตรี                                         | roi tri                                        | Sottotenente                                   |                                                |
| ตรี          | tri      | terzo   | - ๊             | ไม้ตรี           | mai tri        | terzo tono     | ปริญญา ตรี         | parinya tri      | "Bachelor" (laurea 1º livello) | จ่า สิบ ตรี                                       | cha sip tri                                    | Maestro Sgt. 3ª classe                         |                                                |
| ตรี          | tri      | terzo   | - ๊             | ไม้ตรี           | mai tri        | terzo tono     | ปริญญา ตรี         | parinya tri      | "Bachelor" (laurea 1º livello) | สิบ ตรี                                          | sorseggiare tri                                | Caporale delle Lance                           |                                                |
| จัตวา        | chattawa | quarto  | - ๋             | ไม้จัตวา         | mai chattawa   | quarto tono    |                  |                  |                                | พล จัตวา                                        | phon chattawa                                  | Brigadiere Generale (onorifico)                |                                                |